# Capricorn (Max Ernst)
Capricorn oder Capricorne (von lat.: Capricornus Steinbock) ist eine Großplastik von Max Ernst, die er ursprünglich 1948 in Zement in Sedona, Arizona, schuf. Nach einer Abformung der Figurengruppe in Gips, die seit 1973 als Geschenk des Künstlers im Bestand der Nationalgalerie Berlin ist, erfolgte ab 1964 eine Reihe von Bronzegüssen. Exemplare sind beispielsweise in der Kunsthalle Mannheim, im Max-Ernst-Museum in Ernsts Geburtsstadt Brühl, ein anderes in der National Gallery of Art in Washington zu sehen. Das Original aus Zement ist nur noch in Fragmenten erhalten. Capricorn zählt zu den Hauptwerken des Künstlers.

## Hintergrund

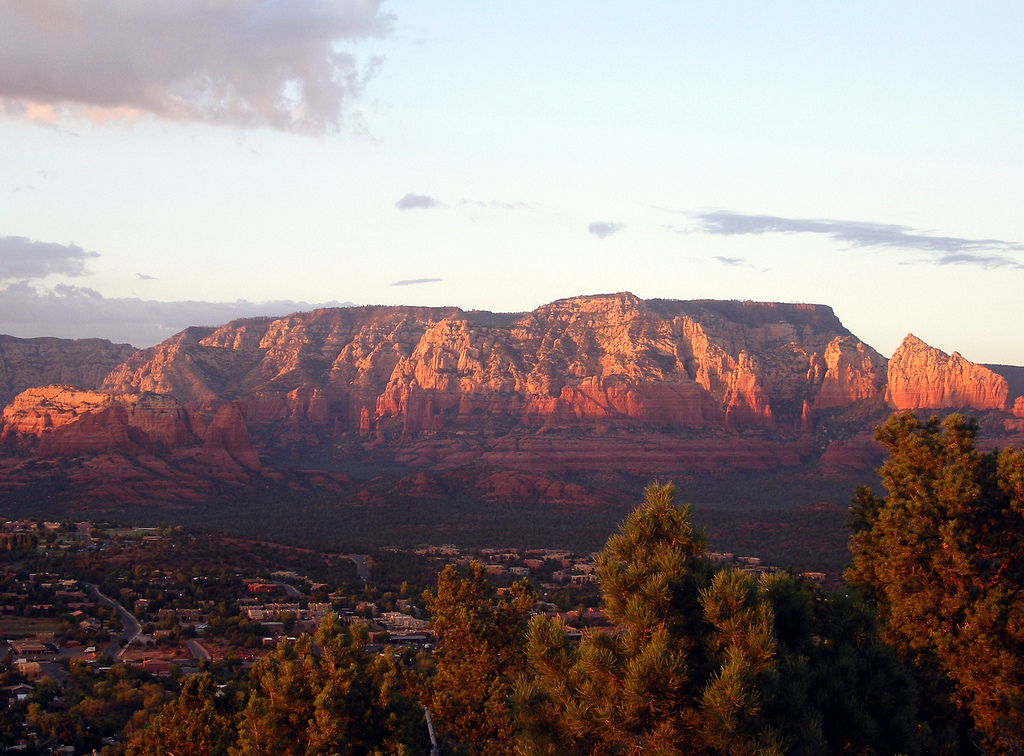
Landschaft von Sedona. Einen ähnlichen Blick hatte das Ehepaar Ernst von seinem Haus aus.

1942 lernte Max Ernst die junge amerikanische Malerin Dorothea Tanning in New York kennen und trennte sich daraufhin von seiner dritten Ehefrau Peggy Guggenheim. Im Oktober 1946 wurde eine Doppelhochzeit gefeiert: Max Ernst und Dorothea Tanning sowie Man Ray und Juliet Browner ließen sich in Beverly Hills trauen. Anschließend brachen Max Ernst und seine neue Ehefrau nach Sedona in der Wüste von Arizona auf und erbauten dort das kleine, einsam gelegene Haus, das sie Capricorn Hill nannten. Die Plastik Capricorn entstand, als es ein Jahr nach der Niederlassung in der Felsenwildnis einen elektrischen Anschluss und fließendes Wasser gab. Der Betonmischer, der dann angeschafft wurde, diente nicht nur dem Hausbau.
Max Ernst kam in Kontakt mit den Ureinwohnern, den Hopi, und befasste sich mit ihrer Kunst. Sein Interesse galt besonders den Kachinapuppen und den Zeremonienmasken. Die 1948 entstandene überlebensgroße, auch als Sitzplatz zu benutzende Zementplastik nahm die Volkskunst als Anregung auf. In der Gruppe finden sich Anklänge an frühere Arbeiten: so erinnert die stierköpfige männliche Gestalt an das 1944 entstandene Werk The King playing with the Queen, und das runde Gesicht und der Körper der Meerjungfrau tauchen bereits in Plastiken der 1930er Jahre auf, beispielsweise bei der Belle Allemande (1935) oder den Wandplastiken seines Hauses in Saint-Martin-d’Ardèche (1938). Ein Foto von John Kasnetzis aus dem Entstehungsjahr zeigt das Ehepaar zusammen mit der Plastik. Max Ernst steht hinter dem Werk, Dorothea hat auf der sitzenden männlichen Figur Platz genommen. Um 1948 entstand ebenfalls Ernsts Gemälde Arizona desert after Rain, das eine visionäre Wüstenlandschaft zeigt.
Das Ehepaar verließ Sedona im Jahr 1953, um nach Frankreich, Ernsts Wahlheimat, zurückzukehren. Nach dem Verkauf des Hauses nahm Ernst einen Gipsabguss nach Europa mit, der 1964 in die jetzige Form gebracht wurde. Etwa drei Bronzegüsse nach diesem Modell erfolgten um 1964, eine limitierte Auflage von zwölf Bronzen wurde 1976/77 bei Susse, Paris, geschaffen. Heinz Fuchs, Direktor der Kunsthalle Mannheim (1959–1983) realisierte 1980 den Ankauf einer Bronze-Version von 1964 für das Land Baden-Württemberg. Die Skulptur befindet sich seither als Leihgabe in der Kunsthalle Mannheim. Die Zementplastik in Sedona ist nicht mehr erhalten. Eine Fotografie aus dem Jahr 1961 zeigt noch den Sohn Jimmy Ernst mit Ehefrau Dallas und ihren zwei Kindern vor Capricorn in Sedona. Fünf Fragmente – die Köpfe der Figuren, die Brüste der Frau und das Szepter – gelangten in den Besitz des Berliner Kunstsammlerehepaars Ulla und Heiner Pietzsch, das ihre Sammlung 2009/10 in der Ausstellung Bilderträume der Nationalgalerie Berlin zeigte.

## Beschreibung und Interpretation
Die überlebensgroße Figurengruppe zeigt links eine mächtige Sitzfigur mit einem stierköpfigen, gehörnten Schädel, in der rechten Hand ein großes Zepter haltend. Die linke Hand umfasst ein kleines Geschöpf, das der neben ihm erhöht sitzenden Frau ähnelt. Auf seinem Schoß sitzt ein rundgesichtiger Hund mit weit heraushängender Zunge, er ähnelt einem architektonischen Wasserspeier. Erkennungsmerkmale des Königs sind seine Füße, das Geschlecht und eine rüsselartige Schnauze. Das Gesicht der langhalsigen Königin auf der rechten Seite gleicht einem Mond, der Unterkörper einem Fischleib, der an eine Meerjungfrau erinnert. Ihr armloser Oberkörper ähnelt einem Streichinstrument. Auf dem Kopf sitzt ein Hut, dessen Feder von einem Fisch dargestellt wird.

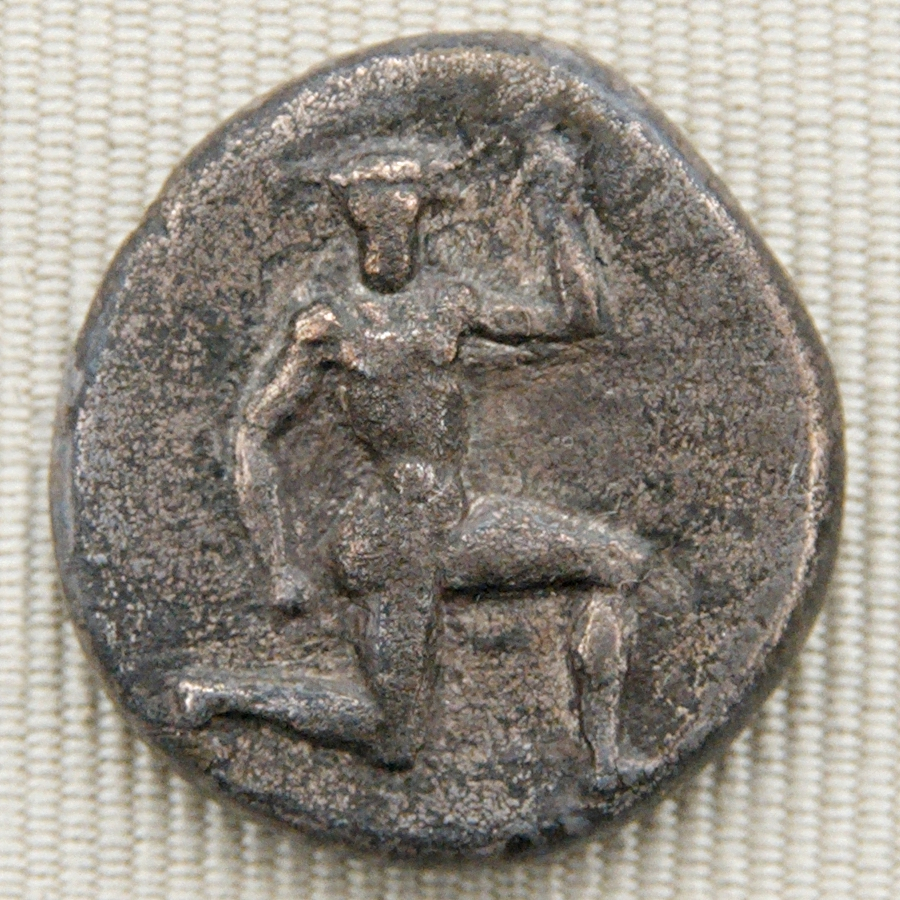
Silberdrachme von Knossos mit dem Minotauros, Kreta,
425–360 v. Chr.

Die Plastik wurde nicht frei modelliert, sondern aus Zementabgüssen verschiedener Gegenstände gewonnen. Das Zepter bildete der Künstler aus vier übereinander gesetzten Milchflaschen, sein Abschluss ist die Abformung einer Hopi-Maske. Hals und Unterkörper der Frau wurden aus Autofedern gebildet.

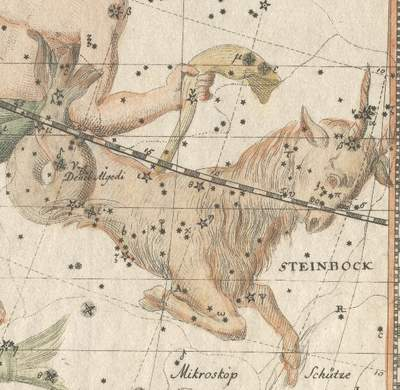
Stich des Sternbildes Steinbock

Nach der Bedeutung des Werks gefragt, antwortete Ernst, es handle sich um ein Porträt seiner Familie. Diese teils scherzhaft gemeinte Antwort zeigt seine vom Surrealismus herkommende Abneigung gegen eindeutige Erklärungen der Werke.
Für die Surrealisten war der Minotauros – in der griechischen Mythologie ein Wesen mit Menschenleib und Stierkopf – ein wesentliches Symbol. Möglicherweise war die Form der männlichen Figur auch inspiriert von einer gehörnten Kachinapuppe, die der Künstler erstanden hatte.
Dorothea Tanning gab der Arbeit den Namen Capricorn, nach dem lateinischen Namen des Sternbilds des Steinbocks, Capricornus, der als ein Wesen mit dem Oberkörper einer Ziege und dem Unterleib eines Fisches dargestellt wird. Der Titel weist auf die astrologische Behauptung hin, dass Konstellationen der Sternbilder das menschliche Leben beeinflussen.